# Berceni (metropolitana di Bucarest)
Berceni, precedentemente nota come Depoul IMGB (deposito IMGB in italiano), è una stazione della linea M2 della metropolitana di Bucarest. 

## Storia e descrizione
È stata inaugurata il 24 gennaio 1986 come parte del tratto inaugurale della linea da Piața Unirii e come la stazione Dimitri Leonida, originariamente serviva per trasportare i lavoratori alle acciaierie Kvaerner IMGB presenti nelle vicinanze. Presso la stazione è presente il deposito della linea M2.
Nel luglio 2009 è stata ribattezzata Berceni dal nome della strada che la serve.
La stazione si trova alla periferia di Bucarest, a cavallo tra la capitale e il comune di Popești-Leordeni nella contea di Ilfov.
Fino al 2023 è stata la stazione terminale meridionale della linea M2 e insieme alla nuova stazione Tudor Arghezi, sono le uniche stazioni della metropolitana fuori terra della metropolitana di Bucarest.